# 津川洋行
株式会社津川洋行（つがわようこう、英: TSUGAWA TRADING Co. Ltd.）は動物用医療機器および鉄道模型情景素材を製造する日本のメーカーである。

## 沿革
沿革節の主要な出典は公式サイト
- 1977年（昭和52年）1月15日 - 東京都八王子市大横町に鉄道模型用情景素材製造卸メーカーとして発足[注釈 2]。
- 1979年（昭和54年）6月 - 有限会社へ改組し、有限会社津川洋行となる。
- 1980年（昭和55年）1月 - 動物用医療器具の開発・製造を開始。
- 1982年（昭和57年）5月 - 動物用医療器具製造工場として農林大臣より認可。
- 1988年（昭和63年）5月 - コンピュータ制御 3次元彫刻フライスを導入し、本格的にプラスチック金型の生産開始。
- 1989年（平成元年）2月 - ドイツのPMC社[注釈 3]製造の射出成形機を導入。
- 1990年（平成2年）10月 - 八王子市美山町に美山倉庫が完成。
- 1991年（平成3年）6月 - 青梅市今井に青梅工場が完成。
- 2000年（平成12年）4月 - 株式会社へ改組し、株式会社津川洋行となる。
- 2005年（平成17年）5月 - 八王子市叶谷町に本社及び工場を移転し、大横町の本社と青梅工場を閉鎖。
- 2021年（令和3年）9月24日 - Twitterアカウントを運用開始[4]。

## 動物用医療機器
パラ・カート
事故や疾病で後肢が麻痺した犬の歩行を可能にする車椅子。体型に合わせた受注生産を行っており、これまでに2,000輌近い納入実績がある。後肢に若干の衰えがある犬用の歩行用補助パンツも販売している。
動物病院向け医療機器
獣医療用鉗子やピンセット、小型犬用吸入器など、動物病院で用いる医療機器約1,000点を製造している。

## 鉄道模型
主にNゲージとHOゲージスケールの情景模型製品を製造販売している。ストラクチャー、レイアウトで水面を表現するためのパラフィン「水の素」、グランドカバー、樹木、トンネルポータル、踏切、道路標識、ミニカー、人形、街灯、歩道などが主な製品である。1990年代からはNゲージの気動車や1/87サイズのナローゲージ車輛も発売しているが、これも当初は情景用のディスプレイモデルが始まりであった。このほかレールクリーニングカー「モップ君」や鉄道模型の車輪を磨くホイルクリーナーなどのメンテナンス用品も製品化している。
かつては多くの製品を展開、特にカラーパウダーなどシーナリー用品の製品数では国内大手メーカーを凌ぐ程であった。ストラクチャーに関しては「招福駅」シリーズとして既存の製品にない鉄道全盛期の昭和30～40年代の建物を模型化していた点に特色があった。また1990年代にはウッドランド・シーニックス社の総代理店も務めている。2000年代初頭より、鉄道模型雑誌上の広告を取りやめ、鉄道模型ショウの出展も止めるなど鉄道模型部門の活動が縮小傾向となり、カタログ落ちや品切れの製品も目立つようになっていた。
その後、鉄道模型誌に広告を再開、各種ストラクチャーの再生産も行うなどNゲージを中心に鉄道模型部門に力を入れ始め、2009年9月には新製品として銚子電鉄デキ3を動力付で発売した。同年11月に銚子電鉄ハフ1・ハフ2、2014年6月には有田鉄道のコッペル1号機を簡易ロッド動力付で発売するなど、Nゲージの二軸車を中心に新製品を発表している。
2021年5月には、同社初の16番ゲージ鉄道車両の銚子電鉄デキ3を発売した。